# Shinnosuke Nakatani
Shinnosuke Nakatani (jap. 中谷 進之介 Nakatani Shinnosuke; ur. 24 marca 1996 w Sakurze w prefekturze Chiba) – japoński piłkarz występujący na pozycji obrońcy. Obecnie występuje w Kashiwa Reysol.

## Kariera klubowa
Od 2013 roku występował w klubie Kashiwa Reysol.